# Струмова петля
Струмова петля́ (англ. current loop) — послідовний асинхронний інтерфейс, який забезпечує передавання інформації в старт-стопному режимі (з буфером або без буфера) постійним струмом.
В електричній сигналізації аналогова струмова петля використовується, коли пристрій повинен контролюватися або управлятися дистанційно по парі провідників. В будь-який момент в петлі присутній якийсь рівень струму, тому на неї не так впливають електромагнітні завади.
Аналогові струмові петлі легше зрозуміти й налагодити, чим більш складні цифрові польові шини. В більшості ситуацій це вимагає тільки кишенькового цифрового мультиметра. Використання польових шин і вирішення пов'язаних з цим проблем, як правило, вимагає набагато більш високого рівня освіти й розуміння.
Поверх аналогової струмової петлі можна передавати цифрову інформацію. Такий спосіб передачі даних описаний в HART-протоколі. Конкуруючими протоколами, здатними в майбутньому витіснити HART, є різні цифрові польові шини, такі як Fieldbus Foundation або PROFIBUS.